# Amar depois de Amar-Te
Amar Depois de Amar-te foi o primeiro livro escrito por Fátima Lopes, a apresentadora do programa A tarde é sua, e publicado pela editora A Esfera dos Livros. Até ao momento foi o livro mais vendido do ano de 2006[carece de fontes?], embora a crítica nem sempre seja tão favorável.

## Enredo
O livro é dividido em três partes: A História da Filipa, A História da Carolina, e a História da Teresa.

### A História da Filipa
Filipa, é uma professora primária, bem sucedida, bonita, com um grupo de amigos equilibrado, quando conhece, um outro professor, João Alves, que se diz vindo do Algarve. Filipa é finalmente flechada pela seta do cupido em cheio, no seu coração, mas quando começa a conhecer João arrepende-se, vivendo uma vida de claustro, ela não pode falar com os amigos, e João tem crises de ciúme sistemáticas, que a atormetam até ao fim.
este agride-a diariamente, deixando-lhe marcas e traumas mentais.
no final Filipa consegue livrar-se dele. E no final entrega-se a um novo amor, um homem pai de uma das suas alunas.

### A História da Carolina
Carolina, é casada com Rui, há vários anos. Ambos se habituaram um ao outro, não têm filhos, e, partilham uma loja de tintas juntos, que a meio da história decidem comprar. Ambos estão na casa dos quarenta, e vivem como irmãos, não tendo nada do que um casal precisa, nomeadamente uma vida sexual. Tudo muda, quando Rui reencontra Eduarda, a sua única namorada antes de Carolina, e o grande amor da sua vida. Convencido, que não pode deixar Carolina sozinha, pois ela depende dele, mas que não deixará escapar o amor da jornada, a decisão mais certa, parece, aos olhos do coração, ser totalmente errada.

### A história de Teresa
Teresa é casada com Diogo, aos seis anos. Trabalha num restaurante afamado, antigo, em Lisboa, e é uma mulher prática e dinâmica. Diogo, tem um trabalho estável, amigos e família que o adoram. Parecem ser o casal prefeito, nada os destabiliza, e ambos são o grande amor um do outro. Tudo muda, quando, Teresa chega a casa e depara com uma misteriosa carta, em vez do seu marido, que não parece ser explicação para o desaparecimento estranho de Diogo. Agora, esta mulher de armas, terá de contar consigo própria, para se ver sem o seu amor.